# Ernst Ising
Pour les articles homonymes, voir Ising.
Ernst Ising (10 mai 1900 à Cologne – 11 mai 1998 à Peoria en Illinois) est un physicien allemand, surtout connu pour le modèle d'Ising du ferromagnétisme. Il a été professeur de physique à l'Université Bradley jusqu'à sa retraite en 1976.
Ising a obtenu son doctorat en physique à l'Université de Hambourg en 1924 avec un sujet de thèse suggéré par son directeur, Wilhelm Lenz. Il a étudié le cas d'une chaîne de moments magnétiques, chacun ayant deux valeurs possibles "haut" et "bas", et reliés par des interactions entre plus proches voisins. Ce modèle est depuis connu comme le modèle d'Ising.
- Notices d'autorité :   - VIAF
  - ISNI
  - GND